# Hylodes dactylocinus
Espèce
Statut de conservation UICN

 DD  : Données insuffisantes
Hylodes dactylocinus est une espèce d'amphibiens de la famille des Hylodidae.

## Répartition
Cette espèce est endémique du versant Est de la Serra do Itatins dans l'État de São Paulo au Brésil. Elle se rencontre entre 50 et 700 m d'altitude,.

## Publication originale
- Pavan, Narvaes & Rodrigues, 2001 : A new species of leptodactylid frog from the Atlantic forests of southeastern Brazil with notes on the status and on the speciation of the Hylodes species groups. Papeis Avulsos de Zoologia (Sao Paulo), vol. 41, no 23, p. 407-425.